# Okříšky (nádraží)
Okříšky jsou železniční stanice v severní části stejnojmenného městysu v okrese Třebíč v Kraji Vysočina, poblíž řeky Jihlavy. Leží na tratích Brno–Jihlava a Znojmo–Okříšky. Stanice není elektrizována.

## Historie

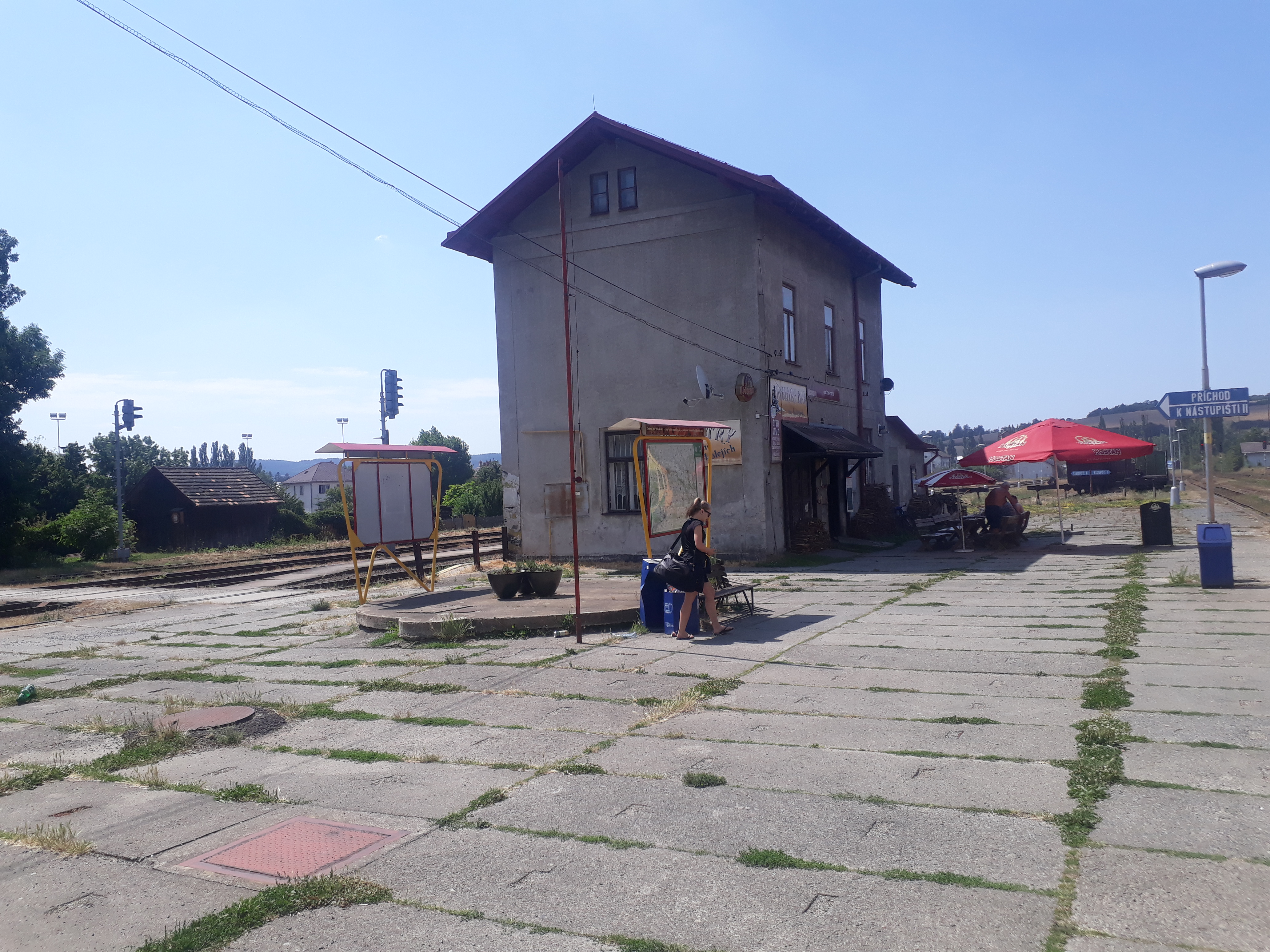
Stará budova nádraží ÖNWB sloužící jako restaurace

První nádraží byla vybudováno jakožto jednopatrová stanice III. třídy se dvěma dopravními kolejemi a jednou kolejí kusou, skladištní, železniční společností Rakouské severozápadní dráhy (ÖNWB) při stavbě trati spojující Vídeň a Berlín, autorem univerzalizované podoby stanic pro celou dráhu byl architekt Carl Schlimp. 23. dubna 1871 byl s místním nádražím uveden do provozu celý nový úsek trasy z Znojma do Jihlavy, odkud mohly vlaky po již dokončené trati pokračovat do Kolína a dále. U severního zhlaví byl zřízen železniční přejezd s elektricky ovládanými návěstidly typu Hohenegger, po obou zhlavích byly postaveny strážní domky zároveň sloužící jako výhybny.
4. června 1886 došlo k zahájení provozu na dobudovaném úseku ze Zastávky u Brna do Okříšek společností Rakouská společnost státní dráhy (StEG), čímž bylo dokončeno propojení s Třebíčí a Brnem. StEG zde postavila vlastní ostrovní dvoupatrovou staniční budovu s vlastním kolejištěm (4 koleje) na východní straně stanice. Západní část obsluhovala vlaky ÖNWB (3 koleje). Ve stanici se dále nacházela vstupní hala čekárny II. a III. třídy, výdejna jízdenek, dopravní a telegrafní kancelář, vozová kancelář s nákladní pokladnou, poštovní místnost a místnost pro jízdní personál. Celý areál nádraží byl podstatně rozšířen, v následujících letech vznikla též vyvýšená parní vodárna, výtopna nebo železniční dílny.
Roku 1916 vznikla vlečka do velkostatku v majetku šlechtického rodu Collaltů. V letech 1919 až 1931 byla z Okříšek v provozu úzkorozchodná trať (kolejový rozchod 600 mm) o délce 1,8 kilometru provozovaná firmou Akciová společnost pro výrobu papíru v Přibyslavicích pro obsluhu papírenského závodu v obci Přibyslavice. Vedena byla ze severního zhlaví se sklonem 62 promile. Částečně byla vedena po silnici, vozy byly poháněny koňskou silou.
Po zestátnění ÖNWB i StEG v roce 1908 pak obsluhovala stanici jedna společnost, Císařsko-královské státní dráhy (kkStB), po roce 1918 pak správu přebraly Československé státní dráhy.

## Popis
Nachází se zde pět úrovňových jednostranných nekrytých nástupišť, k příchodu na nástupiště slouží přechody přes koleje. V bývalé budově ÖNWB, která již k provozu neslouží, se nachází nádražní občerstvení (2019). Před staniční budovou se nachází stanoviště autobusů.